# Urząd Ochrony Środowiska i Gospodarki Wodnej
Urząd Ochrony Środowiska i Gospodarki Wodnej – centralna jednostka organizacyjna istniejąca w latach 1983–1985, pełniąca funkcję naczelnego organu administracji państwowej w zakresie całokształtu spraw związanych z funkcjonowaniem i zarządzaniem środowiskiem i gospodarką wodną.

## Utworzenie urzędu
Na podstawie ustawy z 1983 r. o utworzeniu Urzędu Ochrony Środowiska i Gospodarki Wodnej ustanowiono nowy urząd.
W latach 1983–1985 ministrem-kierownikiem urzędu był Stefan Jarzębski.

## Zakres działania urzędu
Do zakresu działania urzędu należały sprawy:
- ochrony środowiska i jego kształtowania;
- ochrona powierzchni ziemi i jej zasobów;
- ochrona wód, powietrza atmosferycznego i zieleni;
- ochrona przed hałasem, wibracjami i promieniowaniem;
- gospodarki wodnej;
- utrzymania rzek i potoków oraz ochrony przeciwpowodziowej;
- dróg wodnych i śródlądowych;
- meteorologii i hydrologii.

## Szczegółowy zakres działania

### Zakres działania
Na podstawie rozporządzenia Rady Ministrów z 1983 r. do zakresu działania Urzędu Ochrony Środowiska i Gospodarki Wodnej   należały sprawy:
- badań i ocen stanu środowiska oraz zachodzących w nim zmian,
- kontroli przestrzegania przepisów prawa w zakresie ochrony środowiska i gospodarki wodnej,
- opracowywania normatywów dopuszczalnych zanieczyszczeń oraz innych uciążliwości dla środowiska,
- nadzoru i koordynacji prac normalizacyjnych oraz kontroli stosowania norm z zakresu ochrony środowiska i gospodarki wodnej,
- inicjowania i opiniowania programów badawczych, rozwoju nowej techniki i technologii z punktu widzenia ochrony środowiska i gospodarki wodnej,
- inicjowania i opiniowania zamierzeń oraz określania potrzeb w zakresie produkcji urządzeń i aparatury kontrolno-pomiarowej służących celom ochrony środowiska i gospodarki wodnej,
- inicjowania opracowywania zasad ustalania obszarów podlegających szczególnej ochronie,
- opracowywania zasad tworzenia i zagospodarowywania stref ochronnych,
- ustalania zasad racjonalnego gospodarowania zasobami przyrodniczymi środowiska oraz zasad racjonalnej gospodarki wodnej i ściekowej,
- opiniowania lokalizacji oraz założeń techniczno-ekonomicznych inwestycji szczególnie uciążliwych dla środowiska lub wywierających istotny wpływ na gospodarkę wodną,
- prowadzenia katastru gospodarki wodnej i bilansowania wodno-gospodarczego,
- inicjowania i współdziałania w opracowywaniu wzorcowych wskaźników zużycia wody na jednostkę produkcji,
- reglamentacji poboru wód podziemnych i powierzchniowych,
- nadzoru techniczno-budowlanego nad budownictwem w dziedzinie gospodarki wodnej,
- realizacji inwestycji gospodarki wodnej na administrowanych rzekach i potokach górskich, a w szczególności wielozadaniowych zbiorników wodnych, stopni wodnych, kanałów, dróg wodnych oraz robót regulacyjnych,
- utrzymywania administrowanych wód śródlądowych oraz eksploatacji zbiorników, stopni wodnych i kanałów żeglownych na tych wodach,
- utrzymania i rozwoju śródlądowych dróg wodnych,
- ochrony przeciwpowodziowej,
- systemów wodno-gospodarczych,
- obsługi hydrologicznej i meteorologicznej kraju,
- nadzoru, koordynacji oraz realizacji prac i badań geologicznych na potrzeby Urzędu.

### Funkcja koordynacyjna urzędu
Urząd koordynował działalność organów administracji państwowej, organizacji spółdzielczych i społecznych w sprawach ochrony środowiska oraz gospodarki wodnej, w szczególności przez:
- uzgadnianie zasad ochrony środowiska i racjonalnej gospodarki wodnej przy prowadzeniu działalności produkcyjnej, usługowej, badawczej, a także zasad wprowadzania nowych technik i technologii,
- wydawanie w miarę potrzeby zaleceń koordynacyjnych,
- opiniowanie działań zmierzających do realizacji zadań w zakresie ochrony środowiska i gospodarki wodnej, w tym również ochrony przyrody i wód Bałtyku.

### Zakres kompetencji urzędu
W celu realizacji zadań  urząd:
- opracowywał prognozy i wieloletnie programy rozwoju,
- współdziałał w opracowywaniu planów społeczno-gospodarczych, analizował przebieg ich realizacji, a w razie potrzeby przedstawiał odpowiednie propozycje,
- gospodarował powierzonymi mu funduszami celowymi oraz oceniał efektywność zadań realizowanych z tych funduszów,
- współdziałał w kształtowaniu systemów ekonomiczno-finansowych gospodarki narodowej oraz ekonomicznych instrumentów kierowania działalnością jednostek organizacyjnych,
- analizował i oceniał skuteczność funkcjonowania opłat za gospodarcze korzystanie ze środowiska i wprowadzanie w nim zmian oraz kar pieniężnych za nieprzestrzeganie wymagań ochrony środowiska,
- prowadził obsługę Głównego Komitetu Przeciwpowodziowego,
- współdziałał z Głównym Urzędem Statystycznym w ustalaniu programów badań statystycznych oraz inicjował resortowe badania statystyczne,
- prowadził listy rzeczoznawców,
- opracowywał projekty przepisów prawnych w zakresie całokształtu działalności Urzędu,
- inicjował  i opiniował oraz tworzył warunki do prowadzenia prac naukowo-badawczych, rozwojowych, studialnych i projektowych,
- stwarzał warunki do działalności twórczej związanej z powierzonym zakresem działania,
- inicjował i popierał działalność naukową, wynalazczość, racjonalizację, konkursy i wystawy,
- przyznawał nagrody za wybitne osiągnięcia twórcze,
- popierał działalność organizacji społecznych, zajmujących się ochroną środowiska i gospodarką wodną,
- nadzorował działalność jednostek organizacyjnych resortu w zakresie ustalonym w odrębnych przepisach, współdziałał w kształtowaniu struktur organizacyjnych, ustalał kierunki polityki kadrowej, dokonywał analizy i oceny ich działalności oraz oceny warunków pracy w tych jednostkach,
- prowadził działalność informacyjną i wydawniczą,
- współpracował z zagranicą w zakresie ochrony środowiska i gospodarki wodnej, w szczególności prowadził w trybie określonym w odrębnych przepisach prace związane z zawieraniem umów międzynarodowych,
- współdziałał w opracowywaniu zasad organizacji i programów nauczania oraz doskonalenia zawodowego w zakresie ochrony środowiska i gospodarki wodnej, a także prowadził szkolenie specjalistycznych kadr,
- realizuje zadania obronne oraz inne, określone w odrębnych przepisach.

Urząd współdziałał w wykonywaniu swoich zadań z naczelnymi oraz centralnymi i terenowymi organami administracji państwowej, ze związkami zawodowymi, organizacjami społecznymi, politycznymi, spółdzielczymi i innymi, jak również z przedsiębiorstwami państwowymi i innymi nadzorowanymi jednostkami organizacyjnymi.

## Zniesienie urzędu
Na podstawie ustawy z 1985 r. o zmianach w organizacji oraz zakresie działania niektórych naczelnych i centralnych organów administracji państwowej zniesiono urząd. 